# Until It Sleeps
«Until It Sleeps» (укр. Поки воно не спить) — пісня американського хеві-метал гурту Metallica, випущена 20 травня 1996 року як перший сингл з їхнього шостого студійного альбому Load. 
Сингл посів десяте місце в Billboard Hot 100, що стало найвищим синглом у чартах Metallica та єдиним хітом у першій десятці в Сполучених Штатах. Пісня також стала першим номером один у чарті Billboard Hot Mainstream Rock Tracks, потрапила до п’ятірки найкращих у Великобританії та досягла першого місця в Австралії, Данії, Фінляндії, Угорщині та Швеції.
У 1996 році ця пісня отримала нагороду Metal Edge Readers' Choice Award як пісня року. 

## Версії
Рання демо-версія цієї пісні мала назву «F.O.B.D» (записана 8 грудня 1995 року), оскільки вона нагадувала учасникам гурту пісню Soundgarden «Fell on Black Days», де «It grips you. . . It stains you...» — рефрен у тому самому розмірі 6/4, що й у «Fell on Black Days». Можна почути, як гурт каже «Fell on Black Days» на компакт-диску Fancan 1 лише для фан-клубу безпосередньо перед джемом на частині «Until It Sleeps». 10-дюймова вінілова версія синглу була червоного кольору. Moby, якого називають «Германом Мелвіллом», зробив ремікс із індастріальним звучанням, використаний як B-side. 
«Until It Sleeps» став першим «офіційно» піратським MP3, коли його випустила піратська група Compress 'Da Audio через мережу Internet Relay Chat 10 серпня 1996 року. Член EFnet на IRC-каналі #mpeg3 на ім'я Coyote666 відповідав за створення першого програмного забезпечення для копіювання mp3. 
Moby створив ремікс пісні під назвою «Until It Sleeps (Herman Melville Mix)». Пісня була виконана в супроводі оркестру в альбомі S&M .

## Текст
Текст пісні, написаний Гетфілдом, присвячений боротьбі його матері з раком, про що вказує слово «це» в назві. Їх можна розглядати або як опис емоційного болю, який він відчуває через втрату, або як фізичний біль, який відчувала його мати, коли вона хворіла. Обоє його батьків були вченими-християнами та не вірили в медицину. Лірика також інтерпретується як така, що стосується проблем гніву. Батько Хетфілда, Вірджил, помер наприкінці 1996 року під час туру Metallica Load.

## Кліп
На пісню також є кліп, знятий Семюелем Баєром. Його знімали в різних місцях Лос-Анджелеса 6 і 7 травня 1996 року. Прем'єра відбулася на MTV 21 травня  Відео зображує сюрреалістичні концепції гріхопадіння людини, взяті з різних картин Ієроніма Босха . Окрім загальних форм, натхненних картинами Босха, помітними фігурами у відео є чудовисько-людожер із «Саду земних насолод», падіння Адама та Єви з Возу з сіном та Христос у сцені «Розіпни його» у Ecce Homo. Відео виграло нагороду за найкраще хард-рок відео на MTV Video Music Awards в 1996 році. 

## Список композицій
| CD сингл (США) | CD сингл (США)    | CD сингл (США) |
| #              | Назва             | Тривалість     |
| -------------- | ----------------- | -------------- |
| 1.             | «Until It Sleeps» | 4:33           |
| 2.             | «Overkill»        | 4:07           |

| CD1 (Велика Британія, ЄС) | CD1 (Велика Британія, ЄС)                                              | CD1 (Велика Британія, ЄС) |
| #                         | Назва                                                                  | Тривалість                |
| ------------------------- | ---------------------------------------------------------------------- | ------------------------- |
| 1.                        | «Until It Sleeps»                                                      | 4:33                      |
| 2.                        | «2 X 4» (live at Castle Donington, England)                            | 6:06                      |
| 3.                        | «F.O.B.D.» (aka Until It Sleeps – early 'writing in progress' version) | 4:56                      |

| CD2 (Велика Британія, ЄС) | CD2 (Велика Британія, ЄС)                              | CD2 (Велика Британія, ЄС) |
| #                         | Назва                                                  | Тривалість                |
| ------------------------- | ------------------------------------------------------ | ------------------------- |
| 1.                        | «Until It Sleeps»                                      |                           |
| 2.                        | «Kill/Ride Medley» (live at Castle Donington, England) |                           |
| 3.                        | «Until It Sleeps» (Herman Melville mix)                |                           |

| EP (Японія) | EP (Японія)                                                            | EP (Японія) |
| #           | Назва                                                                  | Тривалість  |
| ----------- | ---------------------------------------------------------------------- | ----------- |
| 1.          | «Until It Sleeps»                                                      |             |
| 2.          | «Until It Sleeps» (Herman Melville Mix)                                |             |
| 3.          | «Kill/Ride Medley» (live at Castle Donington, England)                 |             |
| 4.          | «2 X 4» (live at Castle Donington, England)                            |             |
| 5.          | «Overkill» (live at the Plant Studios in Sausalito, California)        |             |
| 6.          | «F.O.B.D.» (aka Until It Sleeps – early 'writing in progress' version) |             |

## Учасники запису
- Джеймс Гетфілд — Вокал, ритм-гітара
- Кірк Гемметт — соло-гітара
- Ларс Ульріх — ударна установка
- Джейсон Ньюстед — бас-гітара

## Чарти
| Чарт (1996)                                            | Найвища позиція |
| ------------------------------------------------------ | --------------- |
| Австралія (ARIA)                                       | 1               |
| Австрія (Ö3 Austria Top 75)                            | 12              |
| Бельгія (Ultratop Flanders)                            | 8               |
| Бельгія (Ultratop Wallonia)                            | 16              |
| Бенілю́кс (Music & Media)                               | 3               |
| Canada Top Singles (RPM)                               | 5               |
| Canada Rock/Alternative (RPM)                          | 6               |
| Чехія (IFPI CR)                                        | 3               |
| Данія (IFPI)                                           | 1               |
| Europe (Eurochart Hot 100)                             | 4               |
| European Hit Radio Top 40 (Music & Media)              | 16              |
| European Alternative Rock Radio Top 25 (Music & Media) | 11              |
| Фінляндія (Suomen virallinen lista)                    | 1               |
| Франція (SNEP)                                         | 10              |
| Німеччина (Media Control AG)                           | 15              |
| Нідерланди (Music & Media)                             | 5               |
| Угорщина (Mahasz)                                      | 1               |
| Ісландія (Íslenski Listinn Topp 40)                    | 4               |
| Ірландія (IRMA)                                        | 3               |
| Італія (Musica e dischi)                               | 7               |
| Нідерланди (Dutch Top 40)                              | 9               |
| Нідерланди (Mega Single Top 100)                       | 5               |
| Нова Зеландія (RIANZ)                                  | 11              |
| Норвегія (VG-lista)                                    | 2               |
| Польща (ZPAV Airplay)                                  | 2               |
| Шотландія (Official Charts Company)                    | 3               |
| Іспанія (AFYVE)                                        | 16              |
| Іспанія (PROMUSICAE)                                   | 1               |
| Швейцарія (Media Control AG)                           | 22              |
| Велика Британія (Official Charts Company)              | 5               |
| США (Billboard Hot 100)                                | 10              |
| США (Alternative Songs) (Billboard)                    | 27              |
| США (Mainstream Rock) (Billboard)                      | 1               |

| Чарт (1996)                           | Позиція |
| ------------------------------------- | ------- |
| Австралія (ARIA)                      | 44      |
| Бельгія (Ultratop 50 Flanders)        | 71      |
| Бельгія (Ultratop 50 Wallonia)        | 76      |
| Канада (RPM)                          | 61      |
| Європейський Союз (Eurochart Hot 100) | 68      |
| Ісландія (Íslenski Listinn Topp 40)   | 47      |
| Нідерланди (Single Top 100)           | 83      |
| Швеція (Sverigetopplistan)            | 23      |
| США Billboard Hot 100                 | 92      |

## Сертифікації
| Регіон                                                                                          | Сертифікація | Продажі |
| ----------------------------------------------------------------------------------------------- | ------------ | ------- |
| Австралія (ARIA)                                                                                | Золотий      | 35 000^ |
| Нова Зеландія (RIANZ)                                                                           | Золотий      | 5000*   |
| Норвегія (IFPI Norway)                                                                          | Золотий      |         |
| Швеція (IFPI Sweden)                                                                            | Золотий      | 25 000^ |
| США (RIAA)                                                                                      | Золотий      | 500,000 |
| *продажі, що базуються лише на сертифікаціях ^відвантаження, що базуються лише на сертифікаціях |              |         |

## Історія випуску
| Країна          | Дата           | Формат     | Лейбл   | Ref.   |
| --------------- | -------------- | ---------- | ------- | ------ |
| Велика Британія | 20 травня 1996 | CD, вініл  | Vertigo | [ 54 ] |
| США             | 21 травня 1996 | CD, касета | Elektra | [ 55 ] |
| Японія          | 3 липня 1996   | CD         | Sony    | [ 56 ] |